# Панамериканский чемпионат по дзюдо 2006
Панамериканский чемпионат по дзюдо 2006 года прошёл 19-21 мая в столице Аргентины Буэнос-Айресе. Чемпионат был 31-м по счёту и первым, прошедшим под эгидой Панамериканской конфедерации дзюдо.

## Медалисты

### Мужчины
| Категория            | Золото                                  | Серебро                    | Бронза                                                          |
| -------------------- | --------------------------------------- | -------------------------- | --------------------------------------------------------------- |
| до 55 кг             | Роберт Гомес · Доминиканская Республика | Хорхе Моралес · Куба       | Карлос Тенесака · Эквадор Тиаго Аоки · Бразилия                 |
| до 60 кг             | Фразер Уилл · Канада                    | Джереми Лиджетт · США      | Хавьер Гуэдес · Венесуэла Денилсон Лоуренсо · Бразилия          |
| до 66 кг             | Йорданис Аренсибиа · Куба               | Леонардо Кунья · Бразилия  | Саша Мехмедович · Канада Людвиг Ортис · Венесуэла               |
| до 73 кг             | Моасир Мендес · Бразилия                | Даниэль Люсент · Аргентина | Ричард Леон · Венесуэла Рональд Жиронес · Куба                  |
| до 81 кг             | Флавиу Канту · Бразилия                 | Тайлер Борас · Канада      | Эммануэль Люсент · Аргентина Аарон Коэн · США                   |
| до 90 кг             | Хуго Пессанья · Бразилия                | Хорхе Бенавидес · Куба     | Эдуардо Коста · Аргентина Хосе Комачо · Венесуэла               |
| до 100 кг            | Орейдис Деспайне · Куба                 | Мариу Сабину · Бразилия    | Теофило Дик · Доминиканская Республика Александру Кюпе · Канада |
| свыше 100 кг         | Даниэль Эрнандес · Бразилия             | Оскар Брайсон · Куба       | Тревор Макальпин · Канада Пабло Карильо · Пуэрто-Рико           |
| Абсолютная категория | Карлос Онорато · Бразилия               | Оскар Брайсон · Куба       | Клаудио Зупо · Мексика Пабло Карильо · Пуэрто-Рико              |

### Женщины
| Категория            | Золото                        | Серебро                      | Бронза                                                   |
| -------------------- | ----------------------------- | ---------------------------- | -------------------------------------------------------- |
| до 44 кг             | Милагрос Гонсалев · Венесуэла | Дайана Кобос · Эквадор       | Даярис Местре · Куба Лоррейн Коста · Бразилия            |
| до 48 кг             | Янет Акоста · Куба            | Даниэла Ползин · Бразилия    | Исабель Латулиппе · Канада Саяка Мацумото · США          |
| до 52 кг             | Амината Салл · Канада         | Мелисса Родригес · Аргентина | Эрика Миранда · Бразилия Эдилия Аморос · Куба            |
| до 57 кг             | Юрислейди Лупетей · Куба      | Даниэль Занграндо · Бразилия | Валери Готэй · США Дайана Виллависенсио · Эквадор        |
| до 63 кг             | Ярица Абель · Куба            | Ронда Русей · США            | Даниэла Круковер · Аргентина Мари-Элен Чисхольм · Канада |
| до 70 кг             | Яленнис Рамирес · Куба        | Келли Силва · Бразилия       | Кэти Мокко · США Кэтрин Робердж · Канада                 |
| до 78 кг             | Эдинанси Силва · Бразилия     | Эми Коттон · Канада          | Юрисель Лаборде · Куба Лорена Брисено · Аргентина        |
| свыше 78 кг          | Ибис Дуэнас · Куба            | Джованна Бланко · Венесуэла  | Кармен Чала · Эквадор Мелисса Можика · Пуэрто-Рико       |
| Абсолютная категория | Джованна Бланко · Венесуэла   | Присцила Маркес · Бразилия   | Мелисса Можика · Пуэрто-Рико Ибис Дуэнас · Куба          |

## Медальный зачёт
*   Принимающая страна (Бразилия)
| Место           | Страна                   | Золото | Серебро | Бронза | Всего |
| --------------- | ------------------------ | ------ | ------- | ------ | ----- |
| 1               | Куба                     | 7      | 4       | 5      | 16    |
| 2               | Бразилия*                | 6      | 6       | 4      | 16    |
| 3               | Канада                   | 2      | 2       | 6      | 10    |
| 4               | Венесуэла                | 2      | 1       | 4      | 7     |
| 5               | Доминиканская Республика | 1      | 0       | 1      | 2     |
| 6               | Аргентина                | 0      | 2       | 4      | 6     |
| 6               | США                      | 0      | 2       | 4      | 6     |
| 8               | Эквадор                  | 0      | 1       | 3      | 4     |
| 9               | Пуэрто-Рико              | 0      | 0       | 4      | 4     |
| 10              | Мексика                  | 0      | 0       | 1      | 1     |
| Всего стран: 10 | Всего стран: 10          | 18     | 18      | 36     | 72    |